# USS Ancon (AGC-4)
L'USS Ancon (AGC-4) est l'un des trois navires identiques construits pour la Panama Railroad Company mis en service en 1938. Le navire est converti en navire de transport de troupes par l'armée en janvier 1942, effectuant plusieurs voyages en Australie avec des troupes en tant que transport de l'armée. En août 1942, le navire est acquis par la marine américaine pour toute la durée de la Seconde Guerre mondiale et converti en un quartier général combiné, puis comme navire de commandement des communications.